# Slieve Mish
La Slieve Mish (in gaelico Sliabh Mis) è una catena montuosa irlandese, situata nella contea di Kerry, che a sua volta fa parte della provincia del Munster. Le montagne si affacciano a Nord sulla baia di Tralee e su quella di Dingle a Sud e occupano un'area di 19 km in longitudine. Si originano nell'entroterra attorno a Tralee e proseguono fino al centro della penisola di Dingle, dove digradano in colline e piccole valli fluviali che le separano dalle Montagne centrali della penisola di Dingle, che invece si estendono a Ovest fino a lambire l'Oceano atlantico. La catena risulta essere piuttosto schiacciata dal momento che, in latitudine, si estende per soli 7 km. Le montagne sono costituite prevalentemente da pietra arenaria, modellata dall'azione dei ghiacciai, che hanno lasciato valli a forma di U e circhi glaciali. Le montagne comprendono un buon numero di cime relativamente elevate come: Baurtregaum (Barr Trí gCom), la più alta vetta della zona e Caherconree (Cathair Conraoi).
"Sliabh Mis" è il nome di una principessa della mitologia celtica, famosa per la sua indescrivibile crudeltà.